# 三谷十糸子
三谷 十糸子（みたに としこ、1904年〈明治37年〉7月28日 - 1992年〈平成4年〉2月11日）は兵庫県出身の日本の日本画家。本名敏子。女流日本画家の代表的作家の一人。
戦前から戦後しばらくは和服姿の少女を、1950年頃からは洋装姿の女性をメインに描き、厚く柔らかな色彩によって画に詩的な味わいを込めた。
また、1932年（昭和7年）第13回帝展出品作「女」で特選受賞以降はそれまでの暗い色調から澄んだ色調へと移行した。

## 略歴
1904年（明治37年）、兵庫県加古郡（現高砂市）に、裕福な医者の家に一人っ子として生まれる。少女時代には文学と詩に憧れた。
1922年（大正11年）、18歳で兵庫県立第一高等女学校（現兵庫県立神戸高等学校）卒業、同年女子美術専門学校（現女子美術大学）に入学。1925年（大正14年）、同校を首席卒業後京都に移り、不動立山の紹介で西山翠嶂の青甲社に入塾。
1926年（昭和元年）東京府美術館（現東京都美術館）の第1回聖徳太子奉讃美術展で「猫と少女」が入選。
1927年（昭和2年）、松崎道麿と結婚。三谷が一人娘であったため入婿として松崎を迎えた。
1928年（昭和3年）第9回帝展で「少女」が入選。1932年（昭和7年）13回帝展で「女」が特選受賞、翌1933年（昭和8年）14回帝展でも「朝」が特選し連続特選受賞となる。
1936年（昭和11年）、政府買い上げとなった15回帝展出品作の「夕」が、オーストラリアのシドニー国際美術展覧会に日本政府出品作品18点のうちの1点として選出された。翌1937年（昭和12年）5月には三谷も含む関西の女流日本画家10名により「春泥会」が結成された。
1941年（昭和16年）、上村松園と共に中華民国風物と風俗描写、慰問を目的として10月29日に京都より出発、上海、杭州、南京、鎮江、蘇州を旅行、11月13日に中華民国主席汪兆銘を訪問し、12月1日に帰国した。
1950年（昭和25年）、美術出版社より『日本画の技法』を出版。翌1951年（昭和26年）47歳時に東京へ転居。
1952年（昭和27年）より母校女子美術大学で日本画科教授職に就く。
1958年（昭和33年）より日展会員。1962年（昭和37年）58歳時、東京日本橋髙島屋および京都高島屋にて第1回個展を開催。
1964年（昭和39年）60歳時、7回新日展で「若人の朝」が文部大臣賞を受賞、翌1965年2月文部省により買い上げが決定。1968年（昭和43年）に前年11回新日展出品「高原の朝」と長年の業績に対し日本芸術院賞受賞。
1971年（昭和46年）より女子美術大学学長、女子美術短期大学学長就任、1975年（昭和50年）まで務める。
1977年（昭和52年）73歳時、勲三等瑞宝章受章。
1980年（昭和55年）日展参事就任。
1992年（平成4年）2月11日、腎不全により東京都杉並区の河北病院で死去、享年87。同年、兵庫県立美術館にて 「三谷十糸子展―ひとすじの路―」展開催。

## 作品
太字は受賞。
|     | 制作年             | 出品展覧会              | 作品名               | 備考                                             |
| --- | ------------------ | ----------------------- | -------------------- | ------------------------------------------------ |
| 1.  | 1926年（昭和元年） | 第1回聖徳太子奉讃美術展 | 「猫と少女」         | 入選。兵庫県立近代美術館（現兵庫県立美術館）蔵。 |
| 2.  | 1928年（昭和3年）  | 第9回帝展               | 「少女」             | 入選、のち特選。                                 |
| 3.  | 1929年（昭和4年）  | 第10回帝展              | 「露店」             | 京都国立近代美術館蔵。                           |
| 4.  | 1930年（昭和5年）  | 第11回帝展              | 「獨楽」             |                                                  |
| 5.  | 1931年（昭和6年）  | 第12回帝展              | 「おとめ達」         |                                                  |
| 6.  | 1932年（昭和7年）  | 第13回帝展              | 「女」               | 入選、のち特選。                                 |
| 7.  | 1933年（昭和8年）  | 第14回帝展              | 「朝」               | 特選、無鑑査。京都国立近代美術館蔵。             |
| 8.  | 1934年（昭和9年）  | 第15回帝展              | 「夕」               | 推薦、政府買い上げ。東京国立近代美術館蔵。       |
| 9.  | 1937年（昭和12年） | 第1回新文展             | 「朝」               | 無鑑査                                           |
| 10. | 1938年（昭和13年） | 第2回新文展             | 「蟻」               | 無鑑査                                           |
| 11. | 1939年（昭和14年） | 第3回新文展             | 「月の暈」           | 無鑑査                                           |
| 12. | 1940年（昭和15年） | 紀元2600年奉祝展        | 「山家の雨」         | 後期。東京府美術館。京都国立近代美術館蔵。       |
| 13. | 1942年（昭和17年） | 第5回新文展             | 「風車咲く朝」       |                                                  |
| 14. | 1942年（昭和17年） | 第献納展                | 「惜春」             | 東京国立近代美術館蔵。                           |
| 15. | 1944年（昭和19年） | 第戦時特別展            | 「豆の秋」           |                                                  |
| 16. | 1947年（昭和22年） | 第3回日展               | 「蓮」               | 京都国立近代美術館蔵。                           |
| 17. | 1948年（昭和23年） | 第4回日展               | 「湯屋」             | 日展依嘱。京都国立近代美術館蔵。                 |
| 18. | 1949年（昭和24年） | 第5回日展               | 「草原」             | 依嘱                                             |
| 19. | 1950年（昭和25年） | 第6回日展               | 「花と娘」           | 依嘱                                             |
| 20. | 1951年（昭和26年） | 第7回日展               | 「鱒」               | 依嘱。京都国立近代美術館蔵。                     |
| 21. | 1952年（昭和27年） | 第8回日展               | 「杜」               | 審査員                                           |
| 22. | 1954年（昭和29年） | 第10回日展              | 「月の小徑」         | 依嘱。京都国立近代美術館蔵。                     |
| 23. | 1955年（昭和30年） | 第11回日展              | 「私の夢（お葬い）」 | 依嘱。京都国立近代美術館蔵。                     |
| 24. | 1956年（昭和31年） | 第12回日展              | 「三人の裸婦」       | 依嘱                                             |
| 25. | 1957年（昭和32年） | 第13回日展              | 「夜の海」           | 依嘱                                             |
| 26. | 1958年（昭和33年） | 第1回新日展             | 「池畔有情」         | 日展会員になる                                   |
| 27. | 1959年（昭和34年） | 第2回新日展             | 「蝶」               | 審査員                                           |
| 28. | 1960年（昭和35年） | 第3回新日展             | 「少女と森」         |                                                  |
| 29. | 1961年（昭和36年） | 第4回新日展             | 「少女と森」         |                                                  |
| 30. | 1962年（昭和37年） | 第5回新日展             | 「野の花」           |                                                  |
| 31. | 1963年（昭和38年） | 第6回新日展             | 「秋の流れ」         |                                                  |
| 32. | 1964年（昭和39年） | 第7回新日展             | 「若人の朝」         | 審査員、文部大臣賞。東京国立近代美術館蔵。       |
| 33. | 1965年（昭和40年） | 第8回新日展             | 「若人の夏」         |                                                  |
| 34. | 1966年（昭和41年） | 第9回新日展             | 「小さな花束」       |                                                  |
| 35. | 1967年（昭和42年） | 第10回新日展            | 「夕」               |                                                  |
| 36. | 1968年（昭和43年） | 第11回新日展            | 「高原の朝」         | 日本芸術院賞                                     |
| 37. | 1969年（昭和44年） | 第1回改組日展           | 「夕」               |                                                  |
| 38. | 1970年（昭和45年） | 第2回改組日展           | 「白い鳩笛」         |                                                  |
| 39. | 1971年（昭和46年） | 第3回改組日展           | 「花野の朝」         |                                                  |
| 40. | 1972年（昭和47年） | 第4回改組日展           | 「青い実」           | 審査員                                           |
| 41. | 1973年（昭和48年） | 第5回改組日展           | 「爽やかな朝」       |                                                  |
| 42. | 1974年（昭和49年） | 第6回改組日展           | 「朝野」             | 京都国立近代美術館蔵。                           |
| 43. | 1975年（昭和50年） | 第7回改組日展           | 「夕」               |                                                  |
| 44. | 1976年（昭和51年） | 第8回改組日展           | 「野」               | 審査員。京都国立近代美術館蔵。                   |
| 45. | 1977年（昭和52年） | 第9回改組日展           | 「野」               |                                                  |
| 46. | 1978年（昭和53年） | 第10回改組日展          | 「棕櫚草の小径」     |                                                  |
| 47. | 1979年（昭和54年） | 第11回改組日展          | 「林の朝」           | 審査員                                           |
| 48. | 1980年（昭和55年） | 第12回改組日展          | 「山の花咲く」       | 京都国立近代美術館蔵。                           |
| 49. | 1981年（昭和56年） | 第13回改組日展          | 「夕」               |                                                  |
| 50. | 1982年（昭和57年） | 第14回改組日展          | 「月の出を待つ」     |                                                  |
| 51. | 1983年（昭和58年） | 第15回改組日展          | 「笛の音」           |                                                  |
| 52. | 1984年（昭和59年） | 第16回改組日展          | 「暮れ行く」         |                                                  |
| 53. | 1986年（昭和61年） | 第18回改組日展          | 「暮れ行く」         |                                                  |